# Greatest Lovesongs Vol. 666
Greatest Lovesongs Vol. 666 é o álbum de estreia da banda finlandesa de rock HIM, lançado em 1997. Foi produzido por Hiili Hiilesmaa, que produziu igualmente o EP anterior, 666 Ways to Love: Prologue.

## Faixas (EUA)
1. "For You (Intro)" - 4:00
2. "Your Sweet Six Six Six" - 4:11
3. "Wicked Game" (cover de Chris Isaak) - 3:54
4. "The Heartless" - 4:01
5. "Our Diabolikal Rapture" - 5:20
6. "It's All Tears (Drown in This Love)" - 3:42
7. "When Love and Death Embrace" - 6:08
8. "The Beginning of the End" - 4:07
9. "(Don't Fear) The Reaper" (cover de Blue Öyster Cult) - 6:23

## Faixas (Alemanha, Japão, Rússia, Austrália)
1. "Your Sweet Six Six Six" – 4:12
2. "Wicked Game" – 3:54 (cover de Chris Isaak)
3. "The Heartless" – 4:02
4. "Our Diabolikal Rapture" – 5:20
5. "It's All Tears (Drown In this Love)" – 3:43
6. "When Love and Death Embrace" – 6:08
7. "The Beginning of the End" – 4:07
8. "(Don't Fear) The Reaper" – 6:24 (cover de Blue Öyster Cult)
9. "For You" – 3:58

## Edição Especial Alemã
1. "Your Sweet Six Six Six"
2. "Wicked Game"
3. "The Heartless"
4. "Our Diabolikal Rapture"
5. "It's All Tears (Drown In this Love)"
6. "When Love and Death Embrace"
7. "The Beginning of the End"
8. "(Don't Fear) The Reaper"
9. "For You"
10. "Stigmata Diaboli"